# 芳賀美里
芳賀 美里（はが みさと、1979年2月15日 - ）は、日本のレーシングチーム監督、実業家、元タレント、元レースクイーン。岩手県出身。

## 経歴
10代の頃に芸能活動を始め、アイドルやモデルとしてタレント活動を行っていたが、憧れていたモータースポーツへ関わりたいとの思いからレースクイーンに転じ、SUPER GTのレースクイーンとして活動。後にレースクイーンを派遣する芸能事務所を設立し、スポンサーを集めながら国内外のレースへの参戦を目指す中で元F1ドライバーのジャン・アレジによるレーシングドライバー育成プロジェクトの日本でのリーダーとなり、まず国内で最も集客力の高いSUPER GTへの参戦を決める。
2005年、ディレクシブ・モータースポーツのチーム代表兼監督に就任。ジャン・アレジをシニアエグゼクティブディレクターとして迎え、F1を目指す唯一の女性チーム代表として、拠点をモナコに移し精力的に活動を続けた。ディレクシブは、日本では2005年からSUPER GTに、さらに翌年にはSUPER GTに加えフォーミュラ・ニッポンにも参戦し、ヨーロッパにおいてもGP2（現在のF2）やF3へ進出。さらに、最大の目標となるF1参戦にあたってはマクラーレンのセカンドチームの形を計画し、マクラーレンの旧ファクトリーや型落ちマシンを使用、当時マクラーレンの育成ドライバーであったルイス・ハミルトンをGP2からF1へステップアップするまでサポートするというプロジェクトを予定していた。
しかし、2006年にF1へのエントリーが却下されると、目標を失ったディレクシブは2006年のシーズン途中で全てのレースから撤退し、芳賀も監督業から身を引いたが、翌2007年にGT300クラスのAVANZZA × BOMEXチームの監督としてレース界に復帰。2008年には日産系のMOLAチームの監督に就任し、GT300クラスのシリーズチャンピオンを獲得。これを機にモータースポーツ活動に一区切りをつけ、美容業界へ転身。渡韓し美容関連の企業を設立・経営するなどしていた。
2009年以降10年以上モータースポーツから離れていたが、ビーズソファーを展開するYogiboの日本代理店・ウェブシャークのマーケティングや広報を担当していた際に、YogiboのPRの一環としてSUPER GTへ参戦することが決定し、監督業へ復帰することとなった。
2021年、Yogibo Racingと道上龍率いるDrago CORSEとのジョイントチーム、Yogibo Drago CORSEの監督としてSUPER GT GT300クラスへ参戦。
2022年はチームの活動の場をSUPER GTからGTワールドチャレンジ・アジアへ移し、引き続き監督として活動したが、2023年シーズン終了後にYogiboがモータースポーツから撤退を決めたため、芳賀は2024年に自らのチームとして「MKS RACING」を設立した。
2025年はMKS RACINGが木村武史率いるCARGUY Racingとジョイントし、「CARGUY MKS Racing」としてSUPER GT・GT300クラスに参戦することになった。SUPER GTには2021年以来の復帰となる。

## エピソード
ディレクシブ時代の写真やデータが保存されたパソコンなどは岩手県の実家に置いてあったが、その実家は2011年の東日本大震災で津波の被害を受け流されてしまい、全て消失してしまった。唯一残っているのは、2006年のSUPER GTの岡山国際サーキットラウンドで優勝したときのトロフィーのみだという。